# Cratere Buffon
Buffon è un grande cratere lunare di 105,76 km situato nella parte sud-orientale della faccia nascosta della Luna.
Il cratere è dedicato al naturalista francese Georges-Louis Leclerc de Buffon.

## Crateri correlati
Alcuni crateri minori situati in prossimità di Buffon sono convenzionalmente identificati, sulle mappe lunari, attraverso una lettera associata al nome.
| Buffon | Coordinate             | Diametro (in km) |
| ------ | ---------------------- | ---------------- |
| D      | 40°13′48″S 132°10′48″W | 18,59            |
| H      | 42°12′36″S 128°47′24″W | 25,15            |
| K      | 46°17′24″S 128°06′00″W | 20,11            |
| V      | 39°05′24″S 137°28′12″W | 41,12            |